# Coppa dei Campioni 1981-1982 (hockey su pista)
La Coppa dei Campioni 1981-1982 è stata la 17ª edizione della massima competizione europea di hockey su pista riservata alle squadre di club. Il torneo ha avuto inizio il 17 aprile e si è concluso il 31 luglio 1982.
Il titolo è stato conquistato dal Barcellona per la settima volta nella sua storia, la quinta consecutiva.

## Squadre partecipanti
| Nazione        | Club          | Città                | Qualificazione                                                                      |
| -------------- | ------------- | -------------------- | ----------------------------------------------------------------------------------- |
| Belgio         | Royal Sunday  | Bruxelles            | Wild Card                                                                           |
| Francia        | Gujan-Mestras | Gujan-Mestras        | 1º in 1ere Division 1981, campione di Francia                                       |
| Germania Ovest | Walsum        | Duisburg             | 1º in 1 Bundesliga 1981, campione di Germania Ovest                                 |
| Inghilterra    | Southsea      | Portsmouth           | 1º in Roller Hockey Premier League 1981, campione d'Inghilterra                     |
| Italia         | Amatori Lodi  | Lodi                 | 1º in Serie A 1980-1981, campione d'Italia                                          |
| Paesi Bassi    | Lichtstad     | Eindhoven            | 1º in 1ª Klasse 1981, campione dei Paesi Bassi                                      |
| Portogallo     | Benfica       | Lisbona              | 1º in 1ª Divisão 1980-1981, campione del Portogallo                                 |
| Spagna         | Barcellona    | Barcellona           | Campione d'Europa in carica e 1º in División de Honor 1980-1981, campione di Spagna |
| Spagna         | Noia          | Sant Sadurní d'Anoia | 2º in División de Honor 1980-1981                                                   |
| Svizzera       | Vevey         | Vevey                | 1º in Lega Nazionale A 1981, campione di Svizzera                                   |

## Risultati

### Primo turno
| Squadra 1    | Totale | Squadra 2     | Andata | Ritorno |
| ------------ | ------ | ------------- | ------ | ------- |
| Amatori Lodi | 24 - 0 | Southsea      | 17 - 0 | 7 - 0   |
| Noia         | 10 - 5 | Gujan-Mestras | 7 - 1  | 3 - 4   |

### Quarti di finale
| Squadra 1    | Totale | Squadra 2    | Andata | Ritorno |
| ------------ | ------ | ------------ | ------ | ------- |
| Barcellona   | 14 - 6 | Walsum       | 10 - 4 | 4 - 2   |
| Lichtstad    | 4 - 10 | Amatori Lodi | 3 - 2  | 1 - 8   |
| Royal Sunday | 4 - 19 | Benfica      | 0 - 4  | 4 - 15  |
| Vevey        | 4 - 18 | Noia         | 3 - 6  | 1 - 12  |

### Semifinali
| Squadra 1  | Totale | Squadra 2    | Andata | Ritorno |
| ---------- | ------ | ------------ | ------ | ------- |
| Barcellona | 13 - 6 | Benfica      | 11 - 2 | 2 - 4   |
| Noia       | 8 - 11 | Amatori Lodi | 4 - 3  | 4 - 8   |

### Finale
| Squadra 1  | Totale | Squadra 2    | Andata | Ritorno |
| ---------- | ------ | ------------ | ------ | ------- |
| Barcellona | 10 - 5 | Amatori Lodi | 4 - 1  | 6 - 4   |

#### Andata
| Barcellona 24 luglio 1981 | Barcellona | 4 – 1 | Amatori Lodi | Palau Blaugrana |

#### Ritorno
| Lodi 31 luglio 1981 | Amatori Lodi | 4 – 6 | Barcellona | PalaRiboni |